# 福泉敬大
福泉 敬大（ふくいずみ けいた、1988年9月2日 - ）は、兵庫県西宮市出身の元プロ野球選手（投手）。右投右打。NPBでは育成選手であった。

## 経歴

### 巨人入団まで
神港学園高時代は、2006年の第78回選抜高等学校野球大会に控え投手として出場。夏は兵庫大会で準優勝。
高校卒業後は愛知学院大学に進学するが中退し、2009年に関西独立リーグの明石レッドソルジャーズに入団。
2010年、神戸9クルーズに移籍し、リーグ最多の9セーブを挙げた。同年10月28日のプロ野球ドラフト会議で、読売ジャイアンツから育成3位で指名された。

### 巨人時代
2011年はイースタン・リーグで登板することもなく、10月22日、1シーズンで球団から戦力外通告を受け、11月7日に自由契約公示された。

### 独立リーグ・福井時代
2012年、BCリーグの福井ミラクルエレファンツからドラフト指名を受け入団。2013年8月、引退が発表された。

### 現役引退後
引退後は一度地元に戻り、2016年には中学硬式野球クラブチーム「ヤング兵庫但馬」でコーチを務めた。
2017年、クラブチーム・全播磨硬式野球団の監督・高木亮からの誘いで現役に復帰。2018年はコーチを兼任することとなったが、実際にはコーチ専任となった。同年限りで退団。
また、3年半の間は訪問入浴サービスに従事していた。
クラブチーム退団後は上京し、開設したInstagramアカウントで加圧トレーニングスタジオ「BEZEL」のパーソナルトレーナーとして活動していることを報告していた。

## 選手としての特徴
最速140km/h台後半のストレートとスライダーが武器。変化球は、他にフォーク・チェンジアップなどを投げる。

## 詳細情報

### 年度別投手成績
- 一軍公式戦出場なし

### 独立リーグでの投手成績
BCリーグ
| 年 度     | 球 団     | 登 板 | 完 投 | 勝 利 | 敗 戦 | セ ｜ ブ | 勝 率 | 打 者 | 投 球 回 | 被 安 打 | 被 本 塁 打 | 与 四 球 | 与 死 球 | 奪 三 振 | 暴 投 | ボ ｜ ク | 失 点 | 自 責 点 | 防 御 率 | W H I P |
| --------- | --------- | ----- | ----- | ----- | ----- | -------- | ----- | ----- | -------- | -------- | ----------- | -------- | -------- | -------- | ----- | -------- | ----- | -------- | -------- | ------- |
| 2012      | 福井      | 25    | 2     | 4     | 5     | 3        | .444  | 297   | 68.1     | 70       | 1           | 25       | 2        | 38       | 8     | 1        | 28    | 21       | 2.77     | 1.39    |
| 通算：1年 | 通算：1年 | 25    | 2     | 4     | 5     | 3        | .444  | 297   | 68.1     | 70       | 1           | 25       | 2        | 38       | 8     | 1        | 28    | 21       | 2.77     | 1.39    |

### 背番号
- 19（2009年 - 2010年）
- 019（2011年）
- 66（2012年 - 2013年）